# E pluribus unum

E Pluribus Unum inclòs en el Gran Segell dels Estats Units, un dels lemes de la nació en el moment de la creació del segell

E pluribus unum és una frase llatina, un dels primers lemes nacionals dels Estats Units, que significa «De molts, un» (e «de, a partir», pluribus «molts» [abl.], unum = «un» [acus.]).
El lema al·ludeix a la integració de les tretze colònies americanes per crear un sol país, encara que avui en dia també pren una altra definició, donada la naturalesa plural dels Estats Units a conseqüència de la immigració. El lema té 13 lletres i va ser escollit pel primer comitè del Segell dels Estats Units el 1776, al començament de la Guerra de la Independència dels Estats Units. Aquest lema havia estat suggerit originalment per Pierre Eugene DuSimitière. Quan el Congrés Continental va aprovar aquest lema per al segell el 1782, simultàniament es van aprovar dos lemes més: Annuit Coeptis («[Déu] assenteix [nostres] començaments») i Novus Ordo Seclorum («[un] nou ordre dels temps»)
En 1956, e pluribus unum va ser reemplaçat per In God We Trust («Confiem en Déu») com el lema nacional dels Estats Units per United States Code Títol 36, Part A, Capítol 3, Secció 302. Els dos lemes són inclosos en les monedes Nord-Americanes.
És també el lema del Benfica.

## Origen de la frase
La frase originalment prové de Moretum, un poema atribuït a Virgili, encara que l'autor original no és conegut. Moretum és un tipus d'amanida. El poema acaba amb un llistat dels ingredients que es necessiten. La línia llegeix, color est e pluribus unus, que refereix a la combinació dels ingredients.